# ロイ・コクラン
ロイ・コクラン(LeRoy Braxton ("Roy") Cochran、1919年1月26日 - 1981年9月26日)は、アメリカ合衆国の陸上競技選手。1948年ロンドンオリンピックの金メダリストである。

## 経歴
コクランは1919年、ミシシッピ州のスポーツ一家に、10人兄弟の9番目の子供として誕生した。彼は高校でアメリカンフットボールと、陸上に取り組んでいた。彼は、テュレーン大学でフットボールを行いたいと思っていたが、1924年パリオリンピックの4×400mリレー金メダリストでもある兄のコモドール・コクランから、インディアナ大学ブルーミントン校で陸上を行うよう言われる。コモドールは後に彼のコーチともなった。
コクランは、1939年のAAUの大会の400mハードルで優勝。1940年のオリンピックでは400m、400mハードル、4×400mリレーのアメリカ代表に選ばれる。しかし、第二次世界大戦のためオリンピックは中止となる。その後、1942年に海軍の訓練校に入り太平洋戦線に従軍。
戦後は生理学の学位を得るため南カリフォルニア大学に入学。ここで再び陸上競技に取り組み、1948年のAAUの大会の400mハードルで9年ぶりの優勝。ロンドンオリンピックの代表に選出される。オリンピック決勝では、セイロンのダンカン・ホワイトが最初からものすごいペースで飛び出したが、中盤で逆転。最後は2位のホワイトに0.7秒の大差をつけ金メダルを獲得。コクランは、さらに4×400mリレーのメンバーとして、アメリカチームの第3走を務め、2つめの金メダルを獲得した。